# كحلاء كبيرة الثمار
الكحلاء كبيرة الثمار نوع نباتي يتبع جنس الكحلاء من الفصيلة الحمحمية.

## البيئة والانتشار
موطنها تركيا.